# William Ritt
Willian Ritt (né à Evansville, Indiana, en 1901 et mort en 1972) est un écrivain américain qui a travaillé comme journaliste et scénariste de bande dessinée.

## Biographie
Il commence sa carrière comme journaliste sportif pour des journaux de sa ville puis passe au Cleveland Press en 1930 avant d'entrer chez le diffuseur de contenu Central Press Association où il participe à la rédaction de plusieurs comic strips, notamment l'adaptation en bande dessinée de Frank Merriwell (en). En 1933, il crée avec le dessinateur Clarence Gray le comic strip d'aventure à succès Brick Bradford, sur lequel il travaille jusqu'en 1949. Après 1952, il cesse de scénariser des bandes dessinées mais continue à collaborer pour CPA jusqu'à la fermeture de l'agence en 1971, et pour Cleveland Press dans la rubrique You're Telling Me.